# Esgrima als Jocs Olímpics d'estiu de 1928 - floret per equips masculí
La competició de floret per equips masculí va ser una de les set proves del programa d'esgrima que es van disputar als Jocs Olímpics d'Amsterdam de 1928. La prova es va disputar el 29 i 30 de juliol de 1928, amb la participació de 88 tiradors procedents de 16 nacions diferents.

## Medallistes
| Or | Plata | Bronze                                                                                       |
| ItàliaUgo Pignotti · Giulio Gaudini · Giorgio Pessina · Gioachino Guaragna · Oreste Puliti · Giorgio Chiavacci | FrançaPhilippe Cattiau · Roger Ducret · André Labattut · Lucien Gaudin · Raymond Flacher · André Gaboriaud | ArgentinaRoberto Larraz · Raul Anganuzzi · Luis Lucchetti · Hector Lucchetti · Carmelo Camet |

## Participants
| Alemanya - Erwin Casmir - Fritz Gazzera - Julius Thomson - Wilhelm Löffler - August Heim - Heinrich Moos Argentina - Roberto Larraz - Raúl Anganuzzi - Luis Lucchetti - Héctor Lucchetti - Carmelo Camet Àustria - Richard Brünner - Ernst Baylon - Kurt Ettinger - Hans Lion - Hans Schönbaumsfeld - Rudolf Berger Bèlgica - Max Janlet - Pierre Pêcher - Raymond Bru - Albert De Roocker - Jean Verbrugge - Charles Crahay Dinamarca - Ivan Osiier - Jens Berthelsen - Kim Bærentzen - Johan Praem Egipte - Joseph Misrahi - Abu Bakr Ratib - Mahmoud Abdin - Saul Moyal - Salvator Cicurel | Espanya - Diego Díez de Rivera - Domingo García - Juan Delgado - Fèlix de Pomés - Fernando García Estats Units - George Calnan - René Peroy - Joe Levis - Harold Rayner - Henry Breckinridge - Dernell Every França - Philippe Cattiau - Roger Ducret - André Labatut - Lucien Gaudin - Raymond Flacher - André Gaboriaud Hongria - Ödön von Tersztyánszky - György Rozgonyi - György Piller-Jekelfalussy - József Rády - Gusztáv Kálniczky - Péter Tóth Itàlia - Ugo Pignotti - Giulio Gaudini - Giorgio Pessina - Gioacchino Guaragna - Oreste Puliti - Giorgio Chiavacci | Noruega - Jacob Bergsland - Johan Falkenberg - Frithjof Lorentzen - Sigurd Akre-Aas Països Baixos - Frans Mosman - Doris de Jong - Nicolaas Nederpeld - Paul Kunze - Wouter Brouwer - Otto Schiff Regne Unit - Thomas Wand-Tetley - Robert Montgomerie - Frederick Sherriff - Denis Pearce - Charles Simey - Jack Evan James Romania - Nicolae Caranfil - Dan Gheorghiu - Gheorghe Caranfil - Mihai Savu - Ion Rudeanu Suïssa - Édouard Fitting - Frédéric Fitting - Eugène Empeyta - John Albaret - Michel Fauconnet - Jean de Bardel |

## Resultats
Font: Resultats oficials; De Wael

### Ronda 1
Cada grup es disputava amb un tots contra tots, on els combats que no eren necessaris per al resultat final no es disputaven. Els combats eren a dos tocs, i cada esgrimidor d'una nació s'enfrontava contra tots els de l'altra. La nació que guanyava més combats individuals s'emportava el punt. En cas d'empat, 8-8, es tenien en compte els tocs totals. Els dos primers de cada grup es classificaven per disputar la segona ronda.
| Sèrie A | Sèrie A   | Sèrie A   | Sèrie A |
| Pos.    | Nació     | Victòries | Qual.   |
| ------- | --------- | --------- | ------- |
| 1       | França    | 3         | Q       |
| 2       | Dinamarca | 2         | Q       |
| 3       | Alemanya  | 1         |         |
| 4       | Romania   | 0         |         |

| Sèrie B | Sèrie B   | Sèrie B   | Sèrie B |
| Pos.    | Nació     | Victòries | Qual.   |
| ------- | --------- | --------- | ------- |
| 1       | Argentina | 3         | Q       |
| 2       | Bèlgica   | 2         | Q       |
| 3       | Espanya   | 1         |         |
| 4       | Noruega   | 0         |         |

| Sèrie C | Sèrie C       | Sèrie C   | Sèrie C |
| Pos.    | Nació         | Victòries | Qual.   |
| ------- | ------------- | --------- | ------- |
| 1       | Països Baixos | 1         | Q       |
| 2       | Hongria       | 0         | Q       |

| Sèrie D | Sèrie D    | Sèrie D   | Sèrie D |
| Pos.    | Nació      | Victòries | Qual.   |
| ------- | ---------- | --------- | ------- |
| 1       | Itàlia     | 2         | Q       |
| 2       | Àustria    | 1         | Q       |
| 3       | Regne Unit | 0         |         |

| Sèrie E | Sèrie E      | Sèrie E   | Sèrie E |
| Pos.    | Nació        | Victòries | Qual.   |
| ------- | ------------ | --------- | ------- |
| 1       | Estats Units | 2         | Q       |
| 2       | Suïssa       | 1         | Q       |
| 3       | Egipte       | 0         |         |

### Ronda 2
Cada grup es disputava amb un tots contra tots, on els combats que no eren necessaris per al resultat final no es disputaven. Els combats eren a dos tocs, i cada esgrimidor d'una nació s'enfrontava contra tots els de l'altra. La nació que guanyava més combats individuals s'emportava el punt. En cas d'empat, 8-8, es tenien en compte els tocs totals. Els dos primers de cada grup es classificaven per disputar les semifinals.
| Sèrie A | Sèrie A | Sèrie A   | Sèrie A |
| Pos.    | Nació   | Victòries | Qual.   |
| ------- | ------- | --------- | ------- |
| 1       | França  | 3         | Q       |
| 2       | Bèlgica | 2         | Q       |
| 3       | Àustria | 1         |         |
| 4       | Suïssa  | 0         |         |

| Sèrie B | Sèrie B       | Sèrie B   | Sèrie B |
| Pos.    | Nació         | Victòries | Qual.   |
| ------- | ------------- | --------- | ------- |
| 1       | Estats Units  | 2         | Q       |
| 2       | Argentina     | 1         | Q       |
| 3       | Països Baixos | 0         |         |

| Sèrie C | Sèrie C   | Sèrie C   | Sèrie C |
| Pos.    | Nació     | Victòries | Qual.   |
| ------- | --------- | --------- | ------- |
| 1       | Itàlia    | 2         | Q       |
| 2       | Hongria   | 1         | Q       |
| 3       | Dinamarca | 0         |         |

### Semifinals
Cada grup es disputava amb un tots contra tots, on els combats que no eren necessaris per al resultat final no es disputaven. Els combats eren a dos tocs, i cada esgrimidor d'una nació s'enfrontava contra tots els de l'altra. La nació que guanyava més combats individuals s'emportava el punt. En cas d'empat, 8-8, es tenien en compte els tocs totals. Els dos primers de cada grup es classificaven per disputar la final. En el primer grup, els Estats Units van perdre els dos primers enfrontaments fent innecessari l'enfrontament entre França i Itàlia. De la mateixa manera, Hongria va perdre els dos primers enfrontaments del segon grup, per la qual cosa l'enfrontament entre l'Argentina i Bèlgica tampoc va ser innecessari.
| Sèrie A | Sèrie A      | Sèrie A   | Sèrie A |
| Pos.    | Nació        | Victòries | Qual.   |
| ------- | ------------ | --------- | ------- |
| 1       | França       | 1         | Q       |
| 1       | Itàlia       | 1         | Q       |
| 3       | Estats Units | 0         |         |

| Sèrie B | Sèrie B   | Sèrie B   | Sèrie B |
| Pos.    | Nació     | Victòries | Qual.   |
| ------- | --------- | --------- | ------- |
| 1       | Argentina | 1         | Q       |
| 1       | Bèlgica   | 1         | Q       |
| 3       | Hongria   | 0         |         |

### Final
La final es disputà amb el sistema de tots contra tots. Els combats eren a cinc tocs, i cada esgrimidor d'una nació s'enfrontava contra tots els de l'altra. La nació que guanyava més combats individuals s'emportava el punt. En cas d'empat, 8-8, es tenien en compte els tocs totals. L'enfrontament entre França i Bèlgica finalitzà 8(62) a 8(62).
| Pos. | Nació     | Victòries |
| ---- | --------- | --------- |
| 1    | Itàlia    | 3         |
| 2    | França    | 1⁄2       |
| 3    | Argentina | 1         |
| 4    | Bèlgica   | 1⁄2       |